# 豊崎神社 (大阪市)
豊崎神社（とよさきじんじゃ）は、大阪府大阪市北区にある神社。

## 祭神
主祭神
- 孝徳天皇

配祀神
- 素盞嗚尊
- 應神天皇

## 歴史
由緒によれば、豊崎宮が廃されて、宮跡は松林となり、八本松と呼ばれていた。
正暦年間（990年～995年）藤原重治がこの地の開拓にあたり、この樹林に小祠を建立して孝徳天皇を祀ったのが起こり。
後に村民の望みで須佐之男を合祀した。
- 明和9年（1772年）火災に罹り焼失。
- 明治5年（1872年）村社。
- 明治40年（1907年）神饌幣帛料供進社に指定される。
- 明治41年（1908年）長柄の村社八幡神社を相殿に合祀。東照宮社を境内に合祀。さらに厳島神社を東照宮に合祀[1]。
- 昭和39年（1964年）社殿を再建。

## 境内
- 鹿島神社・豊受大社

鹿島神社は寛永年間（1624年-1644年）に常陸国鹿島神社より勧請し、神輿を渡し、鹿島踊りを奉納したという。
- 東照宮社・厳島神社

東照宮社は慶長19年（1614年）徳川家康が足立市兵衛の家に憩った記念に家康の霊を祀るもの。
- 稲荷神社
- 恵美須神社
- 神石　孝徳天皇の御履脱石という。

## 交通
- 地下鉄御堂筋線中津駅から徒歩10分